# النوبة (الشرية)

تعديل مصدري - تعديل

النوبة هي إحدى قرى عزلة آل غنيم بمديرية الشرية التابعة لمحافظة البيضاء، بلغ تعداد سكانها 137 نسمة حسب تعداد اليمن لعام 2004.